# 石韻
石韻（Shi Yun），原名李麟美，又名陳麟美，香港歌手及電影演員。
- 石韻（李麟美）參演的英語片《太平山下》在 1956年4月18日（星期三）上午10時30分，於「娛樂戲院」招待文化界及片商，該齣電影由香港國語片演員參演，其他演員包括：陳厚、畢寶瓊及唐真[1][2]。

- 當年在北角「麗池夜總會」及「雅都」演唱的香港歌手石韻（李麟美）獲美國「聯藝（United Artists）影業公司」在廿名香港演員裡選中，在1957年7月13日（星期六）在香港島灣仔「四海大廈」簽約，飾演漁家女，1957年8月5日（星期一）開鏡； 9月5日（星期四）拍峻[3]。

- 石韻（李麟美）在1960年4月到日本拍攝電視，並參觀影展[4]。

- 在1965年5月21日（星期五）的香港政府憲報發表香港總督戴麟趾爵士批准 石韻（李麟美）歸化英國國籍[5]。

- 石韻（李麟美）自日本返回香港，1965年6月29日（星期二）晚上10時，她兒子的同學到九龍尖沙嘴麼地道卅X號八樓的石韻（李麟美）住宅，發現她昏迷房中，報警把她送醫院急救[6]。

## 外部連結
- 香港電影資料館：石韻（李麟美）參演電影的記錄[永久]